# 大田原市立黒羽中学校
大田原市立黒羽中学校（おおたわらしりつ くろばねちゅうがっこう）は、栃木県大田原市北野上にある公立の中学校。

## 概要
通称は「羽中（ばねちゅう）」「黒羽中」など。2010年4月に大田原市の4中学校（旧黒羽・川西・須賀川・両郷）が統合し、新設の黒羽中学校として開校。

## 沿革
黒羽中学校（旧）
- 2010年3月30日 - 4中学校合同閉校式[1]

黒羽中学校（新）
- 2010年4月 - 4中学校が統合し、大田原市立黒羽中学校（新）として開校[1]。

## 通学区域
川西小学校、黒羽小学校、須賀川小学校及び両郷中央小学校に属する全地域とされている。
大田原市
- 狭原の一部
- 黒羽向町
- 大豆田
- 余瀬
- 蜂巣
- 桧木沢

- 寒井
- 黒羽田町
- 前田
- 堀之内
- 北野上
- 八塩

- 北滝
- 片田
- 亀久
- 矢倉
- 大輪
- 須佐木

- 須賀川
- 雲岩寺
- 川上
- 南方
- 中野内
- 河原

- 両郷
- 寺宿
- 木佐美
- 大久保
- 久野又
- 川田

## 進学前小学校
- 大田原市立川西小学校
- 大田原市立黒羽小学校
- 大田原市立須賀川小学校
- 大田原市立両郷中央小学校

## 著名な卒業生
旧両郷中学校
- 益子卓郎（U字工事）

## 学校周辺
- 黒羽運動公園
- 黒羽温泉五峰の湯